# Scheepsmetingsverdrag
Het Internationaal Verdrag betreffende de meting van schepen of scheepsmetingsverdrag (International Convention on Tonnage Measurement of Ships, TONNAGE-verdrag) is een internationaal verdrag van de Internationale Maritieme Organisatie dat eisen stelt aan de scheepsmeting. De grootte van een schip wordt daarin uitgedrukt in bruto- en netto-tonnenmaat. Dit dient als basis voor de heffingsgrondslag voor haven- en kanaalgelden en andere heffingen als tonnagebelasting, maar bij een aantal vlaggenstaten ook bij het vaststellen van de bemanningseisen. Het wordt ook gebruikt om het toepassingsgebied te bepalen van bepaalde verdragen. Zo geldt SOLAS voor schepen van meer dan 500 ton. Ook wordt hiermee de aansprakelijkheidslimiet voor een scheepseigenaar bepaald. De scheepsmeting wordt vastgelegd in een certificaat, de meetbrief (International Tonnage Certificate). Voor het Suez- en het Panamakanaal gelden afwijkende tonnages.

## Geschiedenis
Al lange tijd werd scheepsmeting gebruikt om heffingen te bepalen. In Engeland werd hiervoor sinds 1854 het Moorsom-systeem gebruikt. De grootte van schepen werd hierbij uitgedrukt in bruto- en nettoregisterton (brt en nrt). Dit was een maat voor de inhoud van het schip, dus geen maat voor de massa, zoals de naam doet vermoeden. Gezien de dominante positie van dat land – eind negentiende eeuw bestond de helft van de wereldvloot uit Britse schepen – werd dit algemeen geaccepteerd en kwam het bekend te staan als het internationale systeem. Veel landen hanteerden hierbij echter afwijkende berekeningsmethoden, zodat er grote afwijkingen konden bestaan. Deze bleken in 1931 bij het Duitse schip Leviathan zo groot, dat men tot een internationale standaard wilde komen.
Vanuit de Volkenbond werden in de jaren 1930 voorstellen voorbereid. Deze waren gebaseerd op het Moorsom-systeem, maar hielden rekening met het open shelterdek-type. Na de Tweede Wereldoorlog werd in het Verdrag van Oslo uit 1947 overeengekomen om tot een uniform systeem te komen, gebaseerd op het werk van de Volkenbond. Dit kwam uiteindelijk tot stand in 1969 nadat in 1966 het uitwateringsverdrag tot stand was gekomen, waarvan de bepalingen hun invloed hadden op het scheepsmetingsverdrag.

## Kritiek

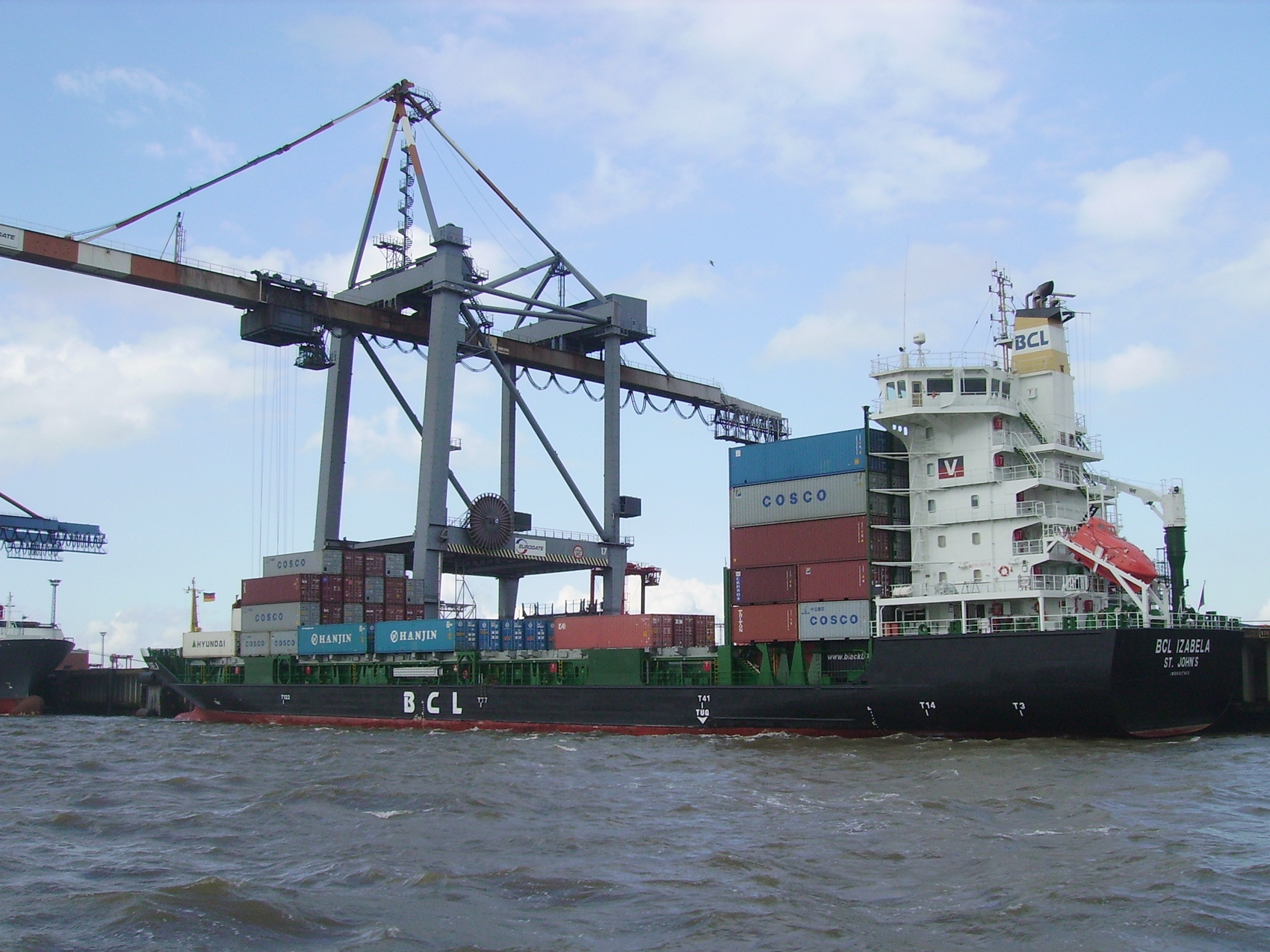
De formule waarmee de bruto-tonnenmaat wordt berekend, is onder meer afhankelijk van de holte. Door deze te minimaliseren, kan de bruto-tonnenmaat terug worden gebracht en daarmee de haven- en kanaalgelden. Dit komt sterk tot uiting bij feedercontainerschepen zoals de BCL Izabela. Hierdoor komen relatief veel containers bovendeks te staan, wat een negatief effect heeft op de stabiliteit.

Doordat veel heffingen gekoppeld zijn aan de tonnenmaat, worden er veel schepen ontworpen met een minimale vrijboord en veel lading aan dek. Dit heeft een negatief effect op de stabiliteit. Groot tegenstander hiervan was onder meer Ir. E. Vossnack, Oud-Hoofd Nieuwbouw Scheepsbouw Nedlloyd. Naar aanleiding van het kapseizen van de Dongedijk op 15 augustus 2000 nabij Port Said in gunstige weersomstandigheden stelde hij:
Ik heb kritiek op het ontwerp van het schip, naar mijn mening is het ontwerp van dit type schip gevaarlijk. Al bij een slagzij van 2° tot 6° kan het achterschip via beide gangboorden water gaan scheppen als gevolg van het geringe vrijboord bij het achterschip en een geringe helling bij vaartlopend schip. Doordat het water daar niet snel kan weglopen, kan het extra gewicht van het zeewater oplopen tot enkele tientallen tonnen. Aangezien het water wel dwarsover kan lopen, is het grootste gevaar het overstromen van het opgeschepte water naar de andere scheepszijde, zelfs bij geringe slagzij/helling. Dit gebeurt via de dwarsgang op dek achter het achterste luikhoofd en onder de containers door, waarbij de doorlaat 10,5 cm bedraagt. Dit overstromen gebeurt reeds bij een slagzij van 2° tot 4°. Pas dan kan de grote stabiliteitsreductie van het schip worden verklaard. De grote trim van het schip kan hierbij zeker een rol hebben gespeeld. Een geringe uitslag van het Becker-roer zou voor deze slagzij hebben kunnen gezorgd, omdat dit roer bij een even grote roeruitslag van een gewoon roer, tweemaal zoveel werking heeft.
Ik heb mijn bedenkingen bij het hanteren van de tonnenmaat van schepen bij de afhandeling van vele financiële zaken. Hierdoor kunnen schepen worden ontworpen die naar mijn mening onvoldoende zeewaardig zijn. Bij de "Dongedijk" is dat naar mijn mening ook het geval. Ik zou er een voorstander van zijn dat er in internationaal verband, bijvoorbeeld geregeld door de IMO, van de tonnenmaat wordt afgestapt.